# NGC 2524
NGC 2524 è una galassia lenticolare situata nella costellazione della Lince, a una distanza di circa 197 milioni di anni luce dalla nostra Via Lattea.

## Scoperta
La galassia è stata scoperta il 22 gennaio 1877 dall'astronomo francese Édouard Stephan.

## Descrizione
Il database SIMBAD la classifica come galassia LINER, cioè una galassia il cui nucleo presenta uno spettro di emissione caratterizzato da larghe righe di atomi debolmente ionizzati.

## Gruppo di NGC 2415
NGC 2524 fa parte di un gruppo di galassie che comprende almeno 9 membri, il Gruppo di NGC 2415. Oltre NGC 2524 e NGC 2415, le altre galassie del gruppo sono NGC 2444, NGC 2445, NGC 2476, NGC 2493, NGC 2528, UGC 3937 e UGC 3944.